# Хон Гил Дон
„Хон Гил Дон“ (на корейски: 홍길동) е севернокорейски филм от 1986 година, екшън на режисьора Ким Гил Ин по сценарий на Ким Се Рьон, базиран на едноименния роман от XVII век на Хео Гюн.
В центъра на сюжета е момче, което попада случайно в дома на отшелник, който го обучава в бойни изкуства, които след това му позволяват да се противопостави на банда японски разбойници. Главната роля се изпълнява от Йон Хо Ри.